# Peperomia obex
Peperomia obex är en pepparväxtart som beskrevs av William Trelease. Peperomia obex ingår i släktet peperomior, och familjen pepparväxter. Inga underarter finns listade i Catalogue of Life.